# La legge del silenzio (film)
La legge del silenzio (Black Hand), è un film poliziesco del 1950 diretto da Richard Thorpe. Prodotto dalla Metro Goldwyn Mayer, fu interpretato da Gene Kelly in uno dei suoi pochi ruoli drammatici, quello di un uomo che lotta contro il crimine organizzato tra New York e Napoli.

## Trama
Agli inizi del Novecento l'immigrato italiano a New York Johnny Columbo decide di vendicare l'assassinio di suo padre perpetrato da una organizzazione criminale che si fa chiamare La Mano Nera che ha il controllo totale sul quartiere italo-americano di Little Italy. Tuttavia dovrà scontrarsi con l'omertà dei suoi connazionali, mentre solo il poliziotto Lorelli cercherà di aiutarlo, ma, dopo essere venuto in possesso di importanti documenti a Napoli, verrà ucciso dalla Mano Nera. A sua volta anche Johnny cadrà nelle mani dei criminali, ma riuscito a fuggire miracolosamente, sarà in grado di portare a destinazione la documentazione costata la vita del suo amico poliziotto, e a far condannare i capi dell'organizzazione criminale, vendicando così la morte di suo padre.

## Produzione
Il film, con il titolo di lavorazione The Knife, fu prodotto dalla Metro-Goldwyn-Mayer (MGM) (controlled by Loew's Incorporated). Le riprese durarono da fine luglio a fine agosto 1949.

## Distribuzione
Distribuito dalla Metro-Goldwyn-Mayer (MGM), il film uscì nelle sale cinematografiche USA il 12 marzo dopo una prima tenuta a New York l'11 marzo 1950.